# Japanese Architecture and Art Net Users System
Le JAANUS (pour Japanese Architecture and Art Net Users System, « système utilisateurs en ligne d'art et d'architecture japonais ») est un dictionnaire d'architecture japonaise et de termes d'art compilé par Mary Neighbour Parent. Il contient environ huit mille termes en références croisées de tous les domaines de l'architecture et de l'art japonais.